# 꿈나무카드
꿈나무카드는 대한민국이 2009년 7월 1일, 어린이를 위해 도입한 카드이다. 결식 어린이가 사는 지역 주민자치센터는 해당카드를 발급하는 역할을 한다. 어린이의 가정환경에 따라 하루 몇끼를 제공할 지 결정한다. 하루 한끼 지원 금액은 1만원 이고, 사용횟수의 제한은 방학에는 2회, 그 외에는 한 번으로 제한된다. 또한 사용 금액은 최대 이틀간 적립된다. 2009년 12월, 서울 결식 아동수는 총 4만6천여 명이고, 이들 중 67%가 꿈나무 카드를 이용하고 있다. 서울에서 꿈나무 카드 사용이 가능한 상점은 총 2천3백여 곳이다.

## 비판
학부모들은 어린이들이 질좋은 음식을 섭취하는 데 어려움이 있을 수 있다는 점을 근거로 들어, 금액 적립 기간을 연장하거나, 최대 결제액을 높여달라는 요구를 하였다. 서울시는 기간 연장시 어린이들이 폭식을 할 우려가 있고, 급식지원의 기본취지에 어긋나기 때문에 이는 힘들다고 답변하였다.